# 花萼乡
花萼乡，是中华人民共和国四川省达州市万源市曾经下辖的一个乡。2020年6月，撤销花萼乡，将原花萼乡所属行政区域划归白沙镇管辖。

## 行政区划
花萼乡撤销前下辖以下地区：
钟家嘴村、枞树梁村、干溪沟村和苟坝子村。